# Xavier University – Ateneo de Cagayan
Die Xavier University – Ateneo de Cagayan, kurz ADCU, ist eine private römisch-katholische Universität in Cagayan de Oro, Philippinen. Sie wird von Jesuiten geleitet.
Sie wurde am 7. Juni 1993 durch den späteren Bischof und Erzbischof von Cagayan de Oro James T.G. Hayes gegründet. Sie ist nach dem jesuitischen Missionar Francisco de Xavier benannt.
Koordinaten: 8° 28′ 35,9″ N, 124° 38′ 54,7″ O